# Apía
Apía is een gemeente in het Colombiaanse departement Risaralda. De gemeente telt 12.889 inwoners (2005). Apía maakt deel uit van de Eje Cafetero en produceert veel koffie. Daarnaast worden bananen, maïs, bonen, yuca en arracacha verbouwd.

## Ligging en klimaat
Apía is gelegen op de oostelijke flank van de Cordillera Occidental. De hoogste top van de gemeente is de Cerro de Tatamá (4150 meter), het laagste punt is de rivier de Apía op 1000 meter boven zeeniveau. Het klimaat van de gemeente is nat (2300 millimeter regen per jaar) en vrij koel; de gemiddelde temperatuur is ongeveer 19 graden Celsius.
- Virtual International Authority File: 154852455

Apía · Balboa · Belén de Umbría · Dosquebradas · Guática · La Celia · La Virginia · Marsella · Mistrató  · Pereira · Pueblo Rico · Quinchía · Santa Rosa de Cabal · Santuario